# Раф енд Реди (Калифорнија)
Раф енд Реди (енгл. Rough and Ready) насељено је место без административног статуса у америчкој савезној држави Калифорнија.

## Демографија
По попису из 2010. године број становника је 963.
| Група             | 2000.    | 2010.       |
| Белци             | 0 (0,0%) | 844 (87,6%) |
| Афроамериканци    | 0 (0,0%) | 3 (0,3%)    |
| Азијати           | 0 (0,0%) | 16 (1,7%)   |
| Хиспаноамериканци | 0 (0,0%) | 56 (5,8%)   |
| Укупно            | 0        | 963         |